# Philonotis lignicola
Philonotis lignicola är en bladmossart som beskrevs av Dismier och Theodor Carl Karl Julius Herzog 1916. Philonotis lignicola ingår i släktet källmossor, och familjen Bartramiaceae. Inga underarter finns listade i Catalogue of Life.